# 시카고의 마천루 목록

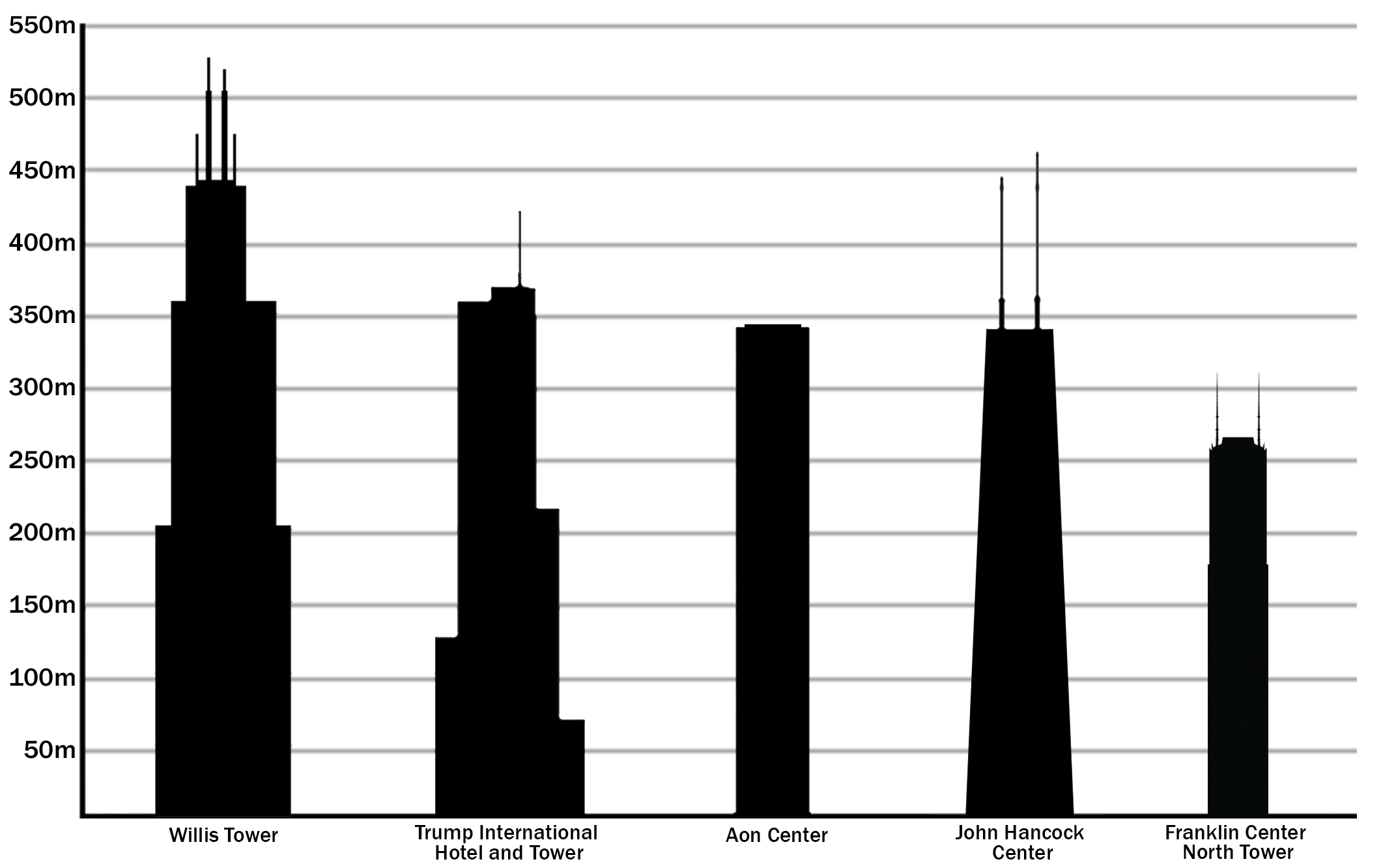
시카고에서 가장 높은 마천루

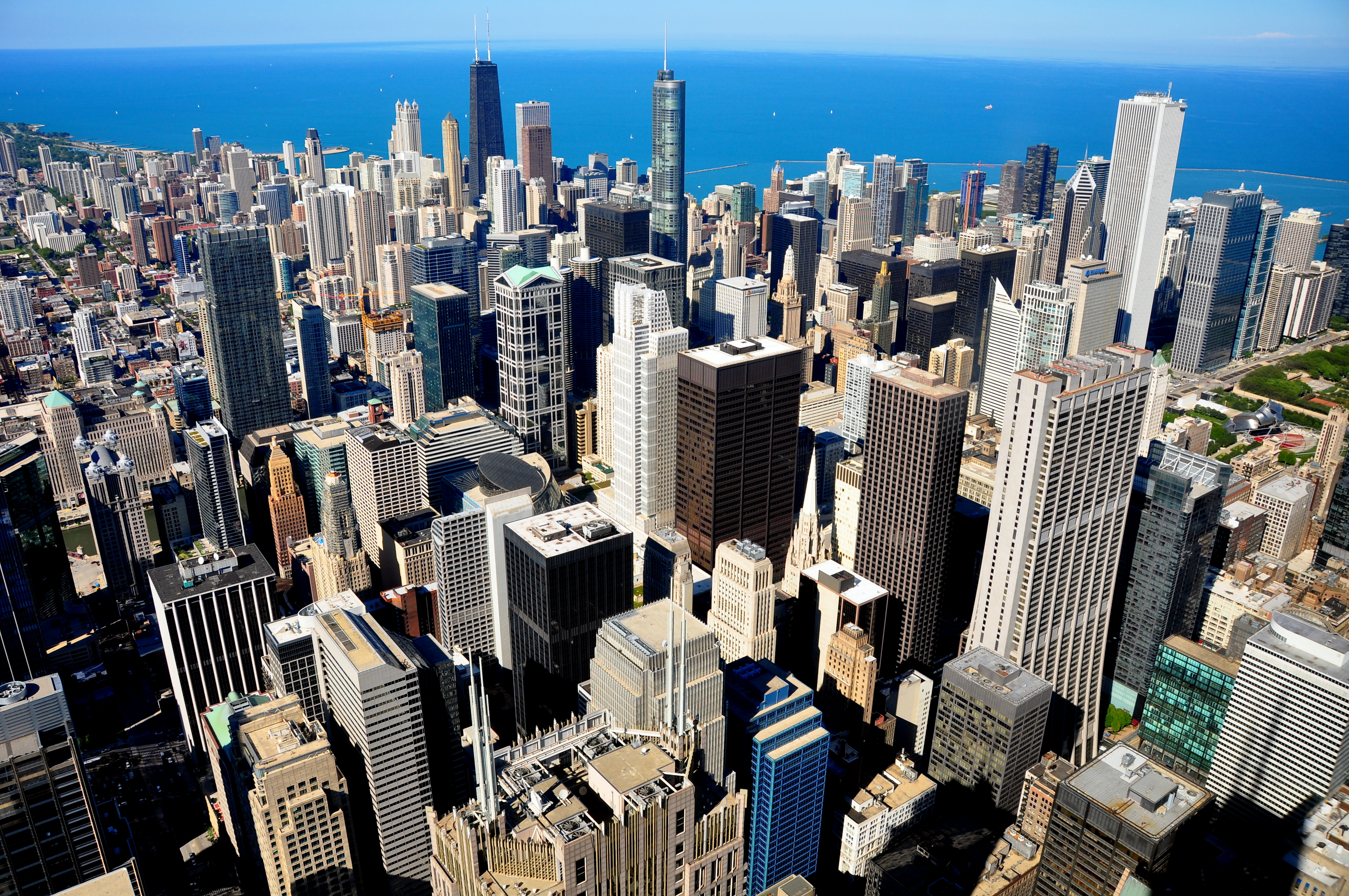
북동쪽을 바라 보는 윌리스 타워에서 시카고 보기

미국에서 3번째로 큰 도시인 시카고에는 1315개의 고층 건물이 완공되었다. 그 중 44개는 600 피트 (183 m)보다 높다. 도시의 가장 높은 마천루는 시카고 루프에서 1,451 피트 (442 m) 높이로 1974년에 완공된 110층짜리 윌리스 타워(이전의 시어즈 타워)다. 시어스 타워는 가장 높은 마천루이었다. 세계에서 완공에서, 그리고 여전히 미국에서 가장 높은 마천루가 추월할 때 2013년 5월 10일까지 원 월드 트레이드 센터가 뉴욕에 있다. 시카고의 2, 3, 4번째로 높은 마천루는 각각 트럼프 인터내셔널 호텔 앤드 타워, Aon 센터 및 존 핸콕 센터다. 미국의 10개의 가장 높은 마천루중 4개가 시카고에 있다. 2013년 2월 기준 현재, 전체 도시에서 적어도 높이 500 피트 (152 m) 이상의 105개 건물이 있다.
시카고는 마천루의 발상지다. 홈 보험 빌딩은 1885년에 완공, 세계 최초의 마천루로 간주된다. 이 건물은 시카고에서 혁신된 강철 프레임 방법을 사용했다. 그것은 원래 10층으로 1800년대에 상당한 높이 138 피트 (42 m) 높이로 지어졌으며, 세계에서 가장 높은 마천루가 되었다. 나중에 180 피트 (55 m) 높이의 12층으로 확장되었다. 건물은 1931년에 폭파되었다. 뉴욕시는 시카고가 마쳤던 마천루 건물을 짓기 시작했다. 두 도시는 사실상 수십년 동안 거대한 스카이라인을 가진 세계 유일의 도시였다. 시카고는 항상 고층 건물의 개발에 중요한 역할을 했으며 3개의 과거 건물은 미국에서 가장 높은 마천루이었다. 시카고는 초고층 건물의 발명가이기 때문에 1920년대 초반부터 1930년대 후반까지 지속된 매우 초기의 고층 건설 붐을 거쳤으며 이 기간 동안 91개의 가장 높은 마천루중 11개가 건설되었다. 이 도시는 1960년대 초부터 지속된 훨씬 더 큰 빌딩 붐을 거쳤다. 가장 높은 마천루는 시카고 루프, 스트리터빌, 라이버 노스, 사우스 루프 및 웨스트 루프와 같은 다양한 도심 지구에 집중되어 있다. 다른 고층 지역은 워터 프론트를 따라 북쪽으로 연장되어 골드 코스트, 링컨 파크, 레이크 뷰, 업 타운 및 엣지워터와 같은 북쪽 지구로 확장된다. 일부 고층 건물도 해안가를 따라 시내에서 남쪽으로 뻗어 시카고, 하이드 파크 및 사우스 쇼어와 같은 사우스 사이드 지역으로 이어진다.
트럼프 인터내셔널 호텔 앤드 타워를 비롯하여 2000년대에 걸쳐 도시에 몇 개의 새로운 마천루가 건설되었다. 2016년 8월 현재 시카고에 공사중인 67개의 마천루가 있다.

## 가장 높은 마천루
이 목록은 표준 높이 측정을 기준으로 높이가 550 피트 (168 m) 이상인 시카고 마천루의 순위를 매긴다. 이 높이에는 첨탑 및 건축 세부사항이 포함되지만 안테나 첨탑은 포함되지 않는다. 순위 뒤에 오는 등호 (=)는 두 개 이상의 마천루 사이에서 동일한 높이를 나타낸다. "연도" 열은 완공 연도를 나타낸다.
| 순위 | 이름                             | 사진 | 높이 ft (m) | 층수 | 연도 | 좌표                                                                    | 비고 |
| ---- | -------------------------------- | ---- | ----------- | ---- | ---- | ----------------------------------------------------------------------- | --- |
| 1    | 윌리스 타워                      |      | 1,450 (442) | 110  | 1974 | 북위 41° 52′ 44″ 서경 87° 38′ 9″ / 북위 41.87889° 서경 87.63583°        | 이전에는 시어스 타워로 알려져 있다. 미국에서 두 번째로 높은 마천루다. 세계에서 14번째로 높은 공동 건물이다. 1974년부터 1998년까지 세계에서 가장 높은 마천루다. 1970년대에 세계에서 가장 높은 빌딩이다.                              |
| 2    | 트럼프 인터내셔널 호텔 앤드 타워 |      | 1,388 (423) | 98   | 2009 | 북위 41° 53′ 20″ 서경 87° 37′ 35″ / 북위 41.88889° 서경 87.62639°       | 미국에서 다섯 번째로 높은 마천루다. 21세기 초반 미국에서 가장 높은 빌딩이 완성되었다. |
| 3    | Aon 센터                         |      | 1,136 (346) | 83   | 1973 | 북위 41° 53′ 7″ 서경 87° 37′ 17″ / 북위 41.88528° 서경 87.62139°        | 미국에서 일곱 번째로 높은 마천루로, 이전에는 스탠더드 오일 빌딩(Standard Oil Building)으로 알려져 있었다. 윌리스 타워에 의해 능가되기 전에 시카고에서 가장 높은 마천루였다.                                                         |
| 4    | 존 핸콕 센터                     |      | 1,127 (344) | 100  | 1969 | 북위 41° 53′ 55.5″ 서경 87° 37′ 23″ / 북위 41.898750° 서경 87.62306°    | 이전에는 존 핸콘 센터로 알려져있었다. 미국에서 여덟 번째로 높은 마천루다. 1960년대 세계에서 가장 높은 마천루다. 뉴욕 밖에서 세계 최초로 1,000 피트 (305 m) 이상 올라갔다. 시카고에서 가장 높은 마천루였던 것이 Aon 센터를 넘어섰다. |
| 5    | AT&T 코퍼레이트 센터             |      | 1,007 (307) | 61   | 1989 | 북위 41° 52′ 49.5″ 서경 87° 38′ 5″ / 북위 41.880417° 서경 87.63472°     | 이전에는 AT&T 코퍼레이트 센터로 알려져있었다. 미국에서 열 세 번째로 높은 마천루다. 1980년대 시카고에서 가장 높은 마천루다. |
| 6    | 투 프루덴셜 플라자               |      | 995 (303)   | 64   | 1990 | 북위 41° 53′ 8″ 서경 87° 37′ 22″ / 북위 41.88556° 서경 87.62278°        | 미국에서 열 여섯 번째로 높은 마천루다. 1990년대 시카고에서 가장 높은 마천루다. |
| 7    | 311 사우스 웨커 드라이브         |      | 961 (293)   | 65   | 1990 | 북위 41° 52′ 39″ 서경 87° 38′ 8″ / 북위 41.87750° 서경 87.63556°        | 미국에서 스물 네 번째로 높은 마천루다. |
| 8    | 900 노스 미시간                  |      | 871 (266)   | 66   | 1989 | 북위 41° 53′ 59″ 서경 87° 37′ 30″ / 북위 41.89972° 서경 87.62500°       | [ 24 ] [ 25 ] |
| 9=   | 워터 타워 플레이스               |      | 860 (262)   | 74   | 1976 | 북위 41° 53′ 52.5″ 서경 87° 37′ 20.5″ / 북위 41.897917° 서경 87.622361° | [ 26 ] [ 27 ] |
| 9=   | 아쿠아                           |      | 860 (262)   | 82   | 2009 | 북위 41° 53′ 11″ 서경 87° 37′ 12″ / 북위 41.88639° 서경 87.62000°       | 여성이 주도하는 건축회사에 의해 설계된 세계에서 가장 높은 마천루 중 하나다. 호텔, 콘도미니엄, 아파트 및 소매 공간을 포함하는 시카고 마천루다.                                                                                       |
| 11   | 체이스 타워                      |      | 850 (259)   | 60   | 1969 | 북위 41° 52′ 53.5″ 서경 87° 37′ 48″ / 북위 41.881528° 서경 87.63000°    | 퍼스트 내셔널 프라자라고도 한다. |
| 12   | 파크 타워                        |      | 844 (257)   | 67   | 2000 | 북위 41° 53′ 49.5″ 서경 87° 37′ 30.5″ / 북위 41.897083° 서경 87.625139° | [ 34 ] [ 35 ] |
| 13   | 더 레거시 앳 밀레니엄 파크       |      | 822 (251)   | 73   | 2010 | 북위 41° 52′ 53″ 서경 87° 37′ 32″ / 북위 41.88139° 서경 87.62556°       | [ 36 ] [ 37 ] |
| 14   | 블루 크로스 블루 쉴드 타워       |      | 796 (242)   | 57   | 2010 | 북위 41° 53′ 5″ 서경 87° 37′ 12″ / 북위 41.88472° 서경 87.62000°        | 1997년 1단계가 완성되었다. 2010년에 완공된 24층 수직 확장이다. |
| 15   | 300 노스 라살                    |      | 784 (239)   | 60   | 2009 | 북위 41° 53′ 17.5″ 서경 87° 37′ 59″ / 북위 41.888194° 서경 87.63306°    | [ 40 ] [ 41 ] |
| 16   | 쓰리 퍼스트 내셔널 플라자        |      | 767 (234)   | 57   | 1981 | 북위 41° 52′ 56″ 서경 87° 37′ 50″ / 북위 41.88222° 서경 87.63056°       | [ 42 ] [ 43 ] |
| 17   | 그랜트 손톤 타워                 |      | 755 (230)   | 50   | 1992 | 북위 41° 53′ 5″ 서경 87° 37′ 50″ / 북위 41.88472° 서경 87.63056°        | [ 44 ] [ 45 ] |
| 18   | 150 노스 리버사이드              |      | 747 (228)   | 54   | 2017 | 북위 41° 53′ 4.1″ 서경 87° 38′ 20.6″ / 북위 41.884472° 서경 87.639056°  | 시카고 강 서쪽 도시에서 가장 높은 마천루다. |
| 19   | 리버 포인트                      |      | 732 (223)   | 52   | 2017 | 북위 41° 53′ 9.3″ 서경 87° 38′ 21.8″ / 북위 41.885917° 서경 87.639389°  | [ 47 ] |
| 20   | 원 뮤지엄 파크                   |      | 726 (221)   | 62   | 2009 | 북위 41° 52′ 1.5″ 서경 87° 37′ 17″ / 북위 41.867083° 서경 87.62139°     | 시카고에서 가장 높은 모든 주거용 마천루다. 시카고 사우스 사이드에서 가장 높은 마천루이다. 시카고 루프(Chicago Loop)와 니어 노스 사이드(Near North Side) 바깥에 위치한 도시에서 가장 높은 마천루이다.                                |
| 21   | 올림피아 센터                    |      | 725 (221)   | 63   | 1986 | 북위 41° 53′ 47″ 서경 87° 37′ 24″ / 북위 41.89639° 서경 87.62333°       | [ 50 ] [ 51 ] |
| 22   | 330 노스 와바쉬                  |      | 695 (212)   | 52   | 1973 | 북위 41° 53′ 19″ 서경 87° 37′ 39″ / 북위 41.88861° 서경 87.62750°       | IBM 빌딩이라고도 한다. |
| 23   | 월도프 아스토리아 시카고         |      | 686 (209)   | 60   | 2010 | 북위 41° 53′ 59″ 서경 87° 37′ 39″ / 북위 41.89972° 서경 87.62750°       | [ 54 ] [ 55 ] |
| 24   | 111 사우스 웨커 드라이브         |      | 681 (208)   | 51   | 2005 | 북위 41° 52′ 49″ 서경 87° 38′ 10.5″ / 북위 41.88028° 서경 87.636250°    | [ 56 ] [ 57 ] |
| 25   | 181 웨스트 매디슨 스트리트       |      | 680 (207)   | 50   | 1990 | 북위 41° 52′ 53.5″ 서경 87° 38′ 00″ / 북위 41.881528° 서경 87.63333°    | [ 58 ] [ 59 ] |
| 26   | 하얏트 센터                      |      | 679 (207)   | 48   | 2005 | 북위 41° 52′ 51″ 서경 87° 38′ 10″ / 북위 41.88083° 서경 87.63611°       | [ 60 ] [ 61 ] |
| 27   | 원 매그니피센트 마일             |      | 673 (205)   | 57   | 1983 | 북위 41° 54′ 2″ 서경 87° 37′ 29″ / 북위 41.90056° 서경 87.62472°        | [ 62 ] [ 63 ] |
| 28   | 340 온 더 파크                   |      | 672 (205)   | 64   | 2007 | 북위 41° 53′ 5.5″ 서경 87° 37′ 8″ / 북위 41.884861° 서경 87.61889°      | [ 64 ] [ 65 ] |
| 29   | 77 웨스트 웨커 드라이브          |      | 668 (204)   | 49   | 1992 | 북위 41° 53′ 11.5″ 서경 87° 37′ 50″ / 북위 41.886528° 서경 87.63056°    | 이전에는 유나이티드 빌딩(United Building) 및 R.R. 도넬리 빌딩(R.R. Donnelley Building)으로 알려져있었다. |
| 30   | 원 노스 웨커                     |      | 652 (199)   | 50   | 2001 | 북위 41° 52′ 56″ 서경 87° 38′ 10″ / 북위 41.88222° 서경 87.63611°       | UBS 타워라고도 한다. |
| 31   | 리처드 제이 델리 센터            |      | 648 (198)   | 32   | 1965 | 북위 41° 53′ 2.5″ 서경 87° 37′ 49″ / 북위 41.884028° 서경 87.63028°     | 40층 미만의 세계에서 가장 높은 평평한 지붕이 있는 마천루다. 존 핸콕 센터(John Hancock Center)를 넘어가기 전에 시카고에서 가장 높은 마천루였다.                                                                                      |
| 32   | 55 이스트 이리 스트리트          |      | 647 (197)   | 56   | 2003 | 북위 41° 53′ 38″ 서경 87° 37′ 33″ / 북위 41.89389° 서경 87.62583°       | 시카고에서 두 번째로 높은 모든 주거용 마천루다. |
| 33   | 레이크 포인트 타워               |      | 645 (197)   | 70   | 1968 | 북위 41° 53′ 30″ 서경 87° 36′ 44″ / 북위 41.89167° 서경 87.61222°       | 70층을 포함하는 세계에서 가장 짧은 마천루다. |
| 34   | 리버 이스트 센터                 |      | 644 (196)   | 58   | 2001 | 북위 41° 53′ 29″ 서경 87° 37′ 5.5″ / 북위 41.89139° 서경 87.618194°     | [ 76 ] [ 77 ] |
| 35   | 그랜드 플라자 1                  |      | 641 (195)   | 57   | 2003 | 북위 41° 53′ 31″ 서경 87° 37′ 43″ / 북위 41.89194° 서경 87.62861°       | [ 78 ] [ 79 ] |
| 36   | 155 노스 웨커                    |      | 638 (195)   | 45   | 2009 | 북위 41° 53′ 5″ 서경 87° 38′ 11.5″ / 북위 41.88472° 서경 87.636528°     | [ 80 ] [ 81 ] |
| 37   | 레오버넷 빌딩                    |      | 635 (194)   | 50   | 1989 | 북위 41° 53′ 11″ 서경 87° 37′ 45″ / 북위 41.88639° 서경 87.62917°       | [ 82 ] [ 83 ] |
| 38   | 더 해리티지 앳 밀레니엄 파크     |      | 631 (192)   | 57   | 2005 | 북위 41° 53′ 3″ 서경 87° 37′ 32″ / 북위 41.88417° 서경 87.62556°        | [ 84 ] [ 85 ] |
| 39   | 원일레븐                         |      | 630 (192)   | 59   | 2014 |                                                                         | 형식적으로 111 W. 웨커 및 워터뷰 타워다. |
| 40   | NBC 타워                         |      | 627 (191)   | 37   | 1989 | 북위 41° 53′ 24″ 서경 87° 37′ 16″ / 북위 41.89000° 서경 87.62111°       | [ 87 ] [ 88 ] |
| 41   | 353 노스 클락                    |      | 624 (190)   | 44   | 2009 | 북위 41° 53′ 20″ 서경 87° 37′ 48″ / 북위 41.88889° 서경 87.63000°       | [ 89 ] [ 90 ] |
| 42   | 밀레니엄 센터                    |      | 610 (186)   | 58   | 2003 | 북위 41° 53′ 35″ 서경 87° 37′ 45″ / 북위 41.89306° 서경 87.62917°       | [ 91 ] [ 92 ] |
| 43   | 시카고 플레이스                  |      | 608 (185)   | 49   | 1991 | 북위 41° 53′ 43″ 서경 87° 37′ 30.5″ / 북위 41.89528° 서경 87.625139°    | [ 93 ] [ 94 ] |
| 44   | 시카고 보드 오브 트레이드 빌딩   |      | 605 (184)   | 44   | 1930 | 북위 41° 52′ 39.5″ 서경 87° 37′ 56″ / 북위 41.877639° 서경 87.63222°    | 세계에서 가장 높은 아르 데코 마천루는 뉴욕 외부다. 1930년대 도시에서 건설된 가장 높은 마천루다. 리처드 J. 데일리 센터 (Richard J. Daley Center)가 넘어가기 전에 시카고에서 가장 높은 마천루였다.                                    |
| 45=  | 원 프루덴셜 플라자               |      | 601 (183)   | 41   | 1955 | 북위 41° 53′ 5″ 서경 87° 37′ 24″ / 북위 41.88472° 서경 87.62333°        | 1950년대 시카고에서 가장 높은 마천루가 건설되었다. |
| 45=  | CNA 센터                         |      | 601 (183)   | 44   | 1972 | 북위 41° 52′ 38″ 서경 87° 37′ 32″ / 북위 41.87722° 서경 87.62556°       | [ 99 ] [ 100 ] |
| 47   | 헬러 인터내셔널 빌딩             |      | 600 (183)   | 45   | 1992 | 북위 41° 52′ 51″ 서경 87° 38′ 25″ / 북위 41.88083° 서경 87.64028°       | |
| 48   | 매디슨 플라자                    |      | 599 (182)   | 44   | 1982 | 북위 41° 52′ 56″ 서경 87° 38′ 4″ / 북위 41.88222° 서경 87.63444°        | [ 101 ] [ 102 ] |
| 49   | 더 그랜트                        |      | 595 (181)   | 54   | 2010 | 북위 41° 52′ 1.5″ 서경 87° 37′ 19″ / 북위 41.867083° 서경 87.62194°     | [ 103 ] [ 104 ] |
| 50   | 1000 레이크 쇼어 플라자          | —    | 590 (180)   | 55   | 1964 | 북위 41° 54′ 3.5″ 서경 87° 37′ 28″ / 북위 41.900972° 서경 87.62444°     | [ 105 ] [ 106 ] |
| 51   | 더 클레어                        |      | 589 (179)   | 52   | 2008 | 북위 41° 53′ 50″ 서경 87° 37′ 34″ / 북위 41.89722° 서경 87.62611°       | [ 107 ] [ 108 ] |
| 52   | 시티그룹 센터                    |      | 588 (179)   | 42   | 1987 | 북위 41° 52′ 56″ 서경 87° 38′ 26″ / 북위 41.88222° 서경 87.64056°       | [ 109 ] [ 110 ] |
| 53   | 옵티마 시그니처                  |      | 587 (179)   | 57   | 2017 | 북위 41° 53′ 28″ 서경 87° 37′ 17″ / 북위 41.89111° 서경 87.62139°       | [ 111 ] |
| 54   | 미드-콘티넨탈 플라자             |      | 583 (178)   | 49   | 1972 | 북위 41° 52′ 49″ 서경 87° 37′ 32.5″ / 북위 41.88028° 서경 87.625694°    | [ 112 ] [ 113 ] |
| 55   | 크레인 커뮤니케이션 빌딩         |      | 582 (177)   | 41   | 1983 | 북위 41° 53′ 5″ 서경 87° 37′ 30″ / 북위 41.88472° 서경 87.62500°        | [ 114 ] [ 115 ] |
| 56   | 노스 피어 아파트먼트             |      | 581 (177)   | 61   | 1990 | 북위 41° 53′ 27″ 서경 87° 36′ 52.5″ / 북위 41.89083° 서경 87.614583°    | [ 116 ] [ 117 ] |
| 57   | 시타델 센터                      |      | 580 (177)   | 39   | 2003 | 북위 41° 52′ 47″ 서경 87° 37′ 43″ / 북위 41.87972° 서경 87.62861°       | [ 118 ] [ 119 ] |
| 58   | 더 포드햄                        |      | 574 (175)   | 52   | 2003 | 북위 41° 53′ 43.5″ 서경 87° 37′ 38″ / 북위 41.895417° 서경 87.62722°    | [ 120 ] [ 121 ] |
| 59   | 190 사우스 라셀 스트리트         |      | 573 (175)   | 40   | 1987 | 북위 41° 52′ 47″ 서경 87° 37′ 58″ / 북위 41.87972° 서경 87.63278°       | [ 122 ] [ 123 ] |
| 60   | 원 사우스 디어본                 |      | 571 (174)   | 39   | 2005 | 북위 41° 52′ 54″ 서경 87° 37′ 43″ / 북위 41.88167° 서경 87.62861°       | [ 124 ] [ 125 ] |
| 61   | 온테리에 센터                    |      | 570 (174)   | 58   | 1986 | 북위 41° 53′ 38″ 서경 87° 36′ 59″ / 북위 41.89389° 서경 87.61639°       | [ 126 ] [ 127 ] |
| 62   | 라우스 호텔 타워                 |      | 569 (174)   | 52   | 2015 | 북위 41° 53′ 23.9″ 서경 87° 37′ 8″ / 북위 41.889972° 서경 87.61889°     | 2015년에 도시에서 가장 높은 마천루가 건설되었다. |
| 63   | 시카고 템플 빌딩                 |      | 568 (173)   | 21   | 1924 | 북위 41° 52′ 59″ 서경 87° 37′ 50″ / 북위 41.88306° 서경 87.63056°       | 1920년대 도시에서 가장 높은 마천루다. 시카고 무역위원회에 의해 능가되기 전에 시카고에서 가장 높은 마천루였다. |
| 64=  | 더 파크쇼어                      |      | 556 (169)   | 56   | 1991 | 북위 41° 53′ 8.5″ 서경 87° 36′ 53″ / 북위 41.885694° 서경 87.61472°     | [ 130 ] [ 131 ] |
| 64=  | 노스 하버 타워                   |      | 556 (169)   | 55   | 1988 | 북위 41° 53′ 7.5″ 서경 87° 36′ 55.5″ / 북위 41.885417° 서경 87.615417°  | [ 132 ] [ 133 ] |
| 66   | 팜올리브 빌딩                    |      | 565 (172)   | 37   | 1929 | 북위 41° 53′ 59″ 서경 87° 37′ 25″ / 북위 41.89972° 서경 87.62361°       | [ 134 ] [ 135 ] |
| 67=  | 마리나 시티 1                    |      | 562 (171)   | 61   | 1964 | 북위 41° 53′ 17.5″ 서경 87° 37′ 42.5″ / 북위 41.888194° 서경 87.628472° | [ 136 ] [ 137 ] |
| 67=  | 마리나 시티 2                    |      | 562 (171)   | 61   | 1964 | 북위 41° 53′ 16.5″ 서경 87° 37′ 45″ / 북위 41.887917° 서경 87.62917°    | [ 138 ] [ 139 ] |
| 69=  | 휴론 플라자                      |      | 560 (171)   | 56   | 1983 | 북위 41° 53′ 43″ 서경 87° 37′ 36″ / 북위 41.89528° 서경 87.62667°       | [ 140 ] [ 141 ] |
| 69=  | 보잉 인터내셔널 헤드쿼터스       |      | 560 (171)   | 36   | 1990 | 북위 41° 53′ 2.5″ 서경 87° 38′ 19″ / 북위 41.884028° 서경 87.63861°     | [ 142 ] [ 143 ] |
| 71   | 시빅 오페라 하우스               |      | 555 (169)   | 45   | 1929 | 북위 41° 52′ 57″ 서경 87° 38′ 14.5″ / 북위 41.88250° 서경 87.637361°    | [ 144 ] |
| 72   | 스트리터 플레이스                |      | 554 (169)   | 55   | 2009 | 북위 41° 53′ 32″ 서경 87° 37′ 5″ / 북위 41.89222° 서경 87.61806°        | [ 145 ] [ 146 ] |
| 73=  | 뉴베리 플라자                    | —    | 553 (169)   | 53   | 1974 | 북위 41° 54′ 6″ 서경 87° 37′ 44″ / 북위 41.90167° 서경 87.62889°        | [ 147 ] [ 148 ] |
| 73=  | 미시간 플라자 사우스             | —    | 553 (169)   | 46   | 1985 | 북위 41° 53′ 9.75″ 서경 87° 37′ 25″ / 북위 41.8860417° 서경 87.62361°   | [ 149 ] [ 150 ] |
| 73=  | 30 노스 라살                     |      | 553 (169)   | 44   | 1975 | 북위 41° 52′ 58″ 서경 87° 37′ 58″ / 북위 41.88278° 서경 87.63278°       | [ 151 ] [ 152 ] |
| 76   | 피츠필드 빌딩                    |      | 551 (168)   | 38   | 1927 | 북위 41° 52′ 59″ 서경 87° 37′ 32.5″ / 북위 41.88306° 서경 87.625694°    | [ 153 ] [ 154 ] |
| 77=  | 하버 포인트                      |      | 550 (168)   | 54   | 1975 | 북위 41° 53′ 6″ 서경 87° 36′ 53″ / 북위 41.88500° 서경 87.61472°        | [ 155 ] [ 156 ] |
| 77=  | 원 사우스 웨커                   |      | 550 (168)   | 40   | 1982 | 북위 41° 52′ 54″ 서경 87° 38′ 10″ / 북위 41.88167° 서경 87.63611°       | [ 157 ] [ 158 ] |

## 피나클 높이의 가장 높은 마천루
이 목록은 라디오 마스트와 안테나가 포함된 피나클 높이를 기준으로 시카고 마천루의 순위를 매긴다. 비교를 위해 건물 높이에 안테나가 포함되지 않은 표준 건축높이 측정이 포함된다. "연도"열은 건물이 완료된 연도를 나타낸다.

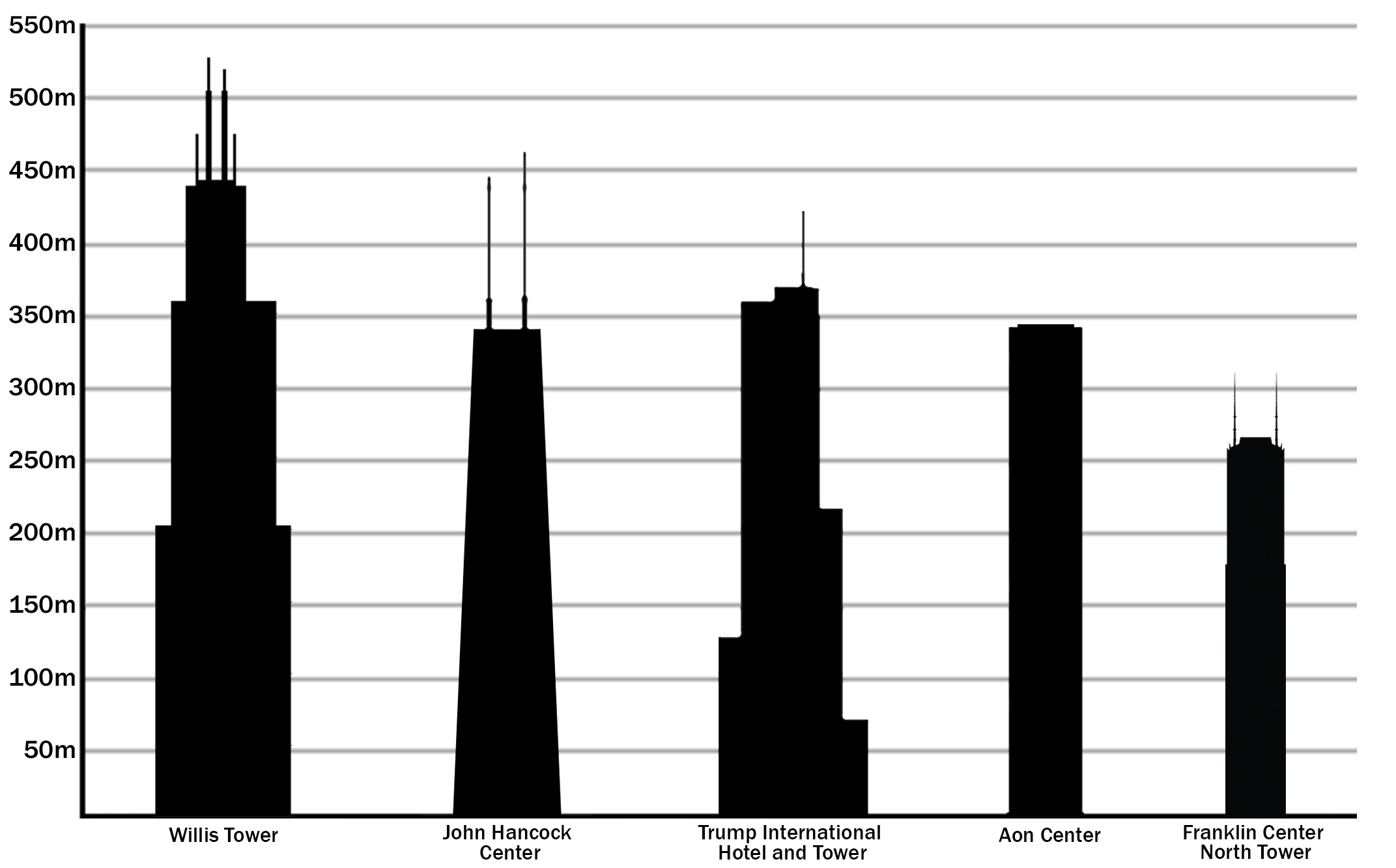
피나클 높이로 시카고에서 가장 높은 마천루다.

| 피나클 순위 | 스탠더드 순위 | 이름                             | 피나클 높이 ft (m) | 스탠더드 높이 ft (m) | 층수 | 연도 | 소스   |
| ----------- | ------------- | -------------------------------- | ------------------ | -------------------- | ---- | ---- | ------ |
| 1           | 1             | 윌리스 타워                      | 1,730 (527)        | 1,451 (442)          | 108  | 1974 | [ 3 ]  |
| 2           | 4             | 존 핸콕 센터                     | 1,500 (457)        | 1,127 (344)          | 100  | 1969 | [ 17 ] |
| 3           | 2             | 트럼프 인터내셔널 호텔 앤드 타워 | 1,389 (423)        | 1,170 (357)          | 98   | 2009 | [ 13 ] |
| 4           | 3             | Aon 센터                         | 1,136 (346)        | 1,136 (346)          | 83   | 1973 | [ 15 ] |
| 5           | 5             | AT&T 코퍼레이트 센터             | 1,007 (307)        | 887 (270)            | 61   | 1989 | [ 19 ] |
| 6           | 6             | 투 프루덴셜 플라자               | 995 (303)          | 995 (303)            | 64   | 1990 | [ 21 ] |
| 7           | 7             | 311 사우스 웨커 드라이브         | 961 (293)          | 961 (293)            | 65   | 1990 | [ 23 ] |
| 8           | 42            | 원 프루덴셜 플라자               | 912 (278)          | 601 (183)            | 41   | 1955 | [ 98 ] |
| 9           | 8             | 900 노스 미시간                  | 871 (266)          | 871 (266)            | 66   | 1989 | [ 25 ] |
| 10          | 9             | 워터 타워 플레이스               | 859 (262)          | 859 (262)            | 74   | 1976 | [ 27 ] |

## 공사중인 마천루 혹은 제안됨

### 공사중
2018년 5월 기준 시카고에서 공사중인 마천루 목록으로 최소 300 피트 (91 m) 이상 상승할 계획이다. 공사가 보류중인 마천루도 포함된다. 개발자의 높이가 아직 공개되지 않은 마천루의 층계 수는 30층이다. "연도" 범주는 마천루가 완공될 것으로 예상되는 시기를 나타낸다.
| 이름                    | 높이* ft (m) | 층수* | 연도* (est.) | 비고                                                                                                 |
| ----------------------- | ------------ | ----- | ------------ | --- |
| 비스타 타워             | 1,198 (365)  | 101   | 2020         | 시카고에서 세 번째로 높은 마천루가 될 것이며, 세계에서 가장 높은 여성이 디자인한 마천루가 될 것이다. |
| NEMA 시카고             | 892 (272)    | 76    | 2019         | [ 160 ]                                                                                              |
| 원 베넷 파크            | 843 (259)    | 68    | 2019         | [ 161 ] [ 162 ]                                                                                      |
| 110 노스 워커 드라이브  | 800 (244)    | 51    | 2021         | [ 163 ] [ 164 ]                                                                                      |
| 월프 포인트 이스트 타워 | 660 (201)    | 60    | 2019         | [ 165 ]                                                                                              |
| 에식스 온 더 파크       | 620 (189)    | 56    | 2019         | [ 166 ]                                                                                              |
| 151 노스 프랭클린       | 568 (173)    | 36    | 2018         | [ 167 ]                                                                                              |
| 더 파라콘 시카고        | 515 (157)    | 46    | 2019         | 이전에는 1326 사우스 미시간으로 알려져있었다.                                                        |
| 원 사우스 허스티드      | 495 (151)    | 44    | 2018         | 완공 시 케네디 고속도로의 서쪽 시카고에서 가장 높은 마천루가 될 것이다.                              |
| 202 웨스트 힐           | 426 (130)    | 39    | 2019         | [ 171 ]                                                                                              |
| 1140 노스 웰스          | 344 (105)    | 31    | 2018         | [ 172 ]                                                                                              |

### 제안됨
여기에는 시카고에서 건설을 위해 제안되었으며 적어도 325 피트 (99 m) 이상 상승할 계획인 마천루 목록이 있다. 개발자가 높이를 아직 공개하지 않은 마천루의 층수는 50층이다. "연도" 범주는 마천루의 건설이 시작될 것으로 예상되는 시기를 나타낸다.
| 이름                                 | 높이* ft (m) | 층수* | 연도* (est.) | 비고                                              |
| ------------------------------------ | ------------ | ----- | ------------ | ------------------------------------------------- |
| 트리뷴 이스트 타워                   | 1,422 (433)  | 116   | —            | [ 173 ] [ 174 ]                                   |
| 400 레이크 쇼어 드라이브 사우스 타워 | 1,100 (335)  | —     | 2019         | 알더맨의 반대로 인해 현재 교착 상태에 빠져있다.   |
| 원 시카고 스퀘어 이스트 타워         | 1,011 (308)  | 76    | 2018         | [ 176 ]                                           |
| 월프 포인트 사우스 타워              | 950 (289)    | 75    | 2019         | [ 177 ]                                           |
| 레이크쇼어 이스트 1 타워             | 950 (289)    | 80    | —            | [ 178 ] [ 179 ]                                   |
| 400 레이크 쇼어 드라이브 노스 타워   | 850 (259)    | —     | 2019         | [ 180 ]                                           |
| 1000 사우스 미시간                   | 832 (254)    | 73    | 2019         | 2016년 4월 21일에 승인되었다.                     |
| 113 이스트 루스벨트 (페이즈 2)       | >829 (>253)  | 76    | —            | 2015년 11월 19일에 승인되었다.                    |
| 130 노스 프랭클린                    | 700 (214)    | 48    | 2018         | [ 183 ]                                           |
| 725 웨스트 랜돌프                    | 680 (207)    | 58    | 2019         | 2018년 7월에 승인되었다.                          |
| 195 노스 콜럼버스                    | 650 (198)    | 60    | 2018         | 이전에는 레이크쇼어 이스트 사이트 O로 알려져있다. |
| 리버라인 빌딩 A                      | 598 (182)    | 51    | —            | [ 187 ]                                           |
| 원 시카고 스퀘어 웨스트 타워         | 583 (178)    | 45    | 2018         | [ 188 ]                                           |
| 900 웨스트 랜돌프                    | 570 (174)    | 51    | —            | 2017년 10월 11일 출원된 구역설정 출원             |
| 레이크쇼어 이스트 J 타워             | 550 (168)    | 50    | —            | [ 190 ]                                           |
| 300 노스 미시간                      | 475 (145)    | TBD   | —            | [ 191 ] [ 192 ]                                   |
| 레이크쇼어 이스트 KL 타워            | 438 (134)    | 40    | —            | [ 193 ]                                           |
| 리버라인 빌딩 B                      | 418 (127)    | 38    | —            | [ 194 ]                                           |
| 리버라인 빌딩 E                      | 416 (127)    | 38    | —            | [ 195 ]                                           |
| 322 노스 클락                        | 395 (120)    | 32    | 2018         | 2016년 8월에 승인되었다.                          |

### 취소됨 혹은 고민됨
| 이름                                     | 높이* ft (m) | 층수* | 연도* (est.) | 비고                                                                                       |
| ---------------------------------------- | ------------ | ----- | ------------ | ------------------------------------------------------------------------------------------ |
| 시카고 월드 트레이드 센터                | 2,500 (762)  | 210   | -            | 1982년에 제안되고 1990년대에 취소되었다.                                                   |
| 7 사우스 디어본                          | 2,000 (610)  | 112   | -            | 1999년에 승인되어 2000년에 취소되었다. 대신한 곳의 원 사우스 디어본이 사이트에 건설되었다. |
| 시카고 스파이어                          | 2,000 (610)  | 150   | -            | 원래 계획이 취소되었다. 시카고 매거진은 이 사이트에 대한 몇 가지 제안을 보여주였다.        |
| 마이클린-베이틀러 스카이니들             | 2,000 (610)  | 125   | -            | 1988년에 제안되고 1990년대에 취소되었다.                                                   |
| 올드 시카고 메인 포스트 오피스 트윈 타워 | 2,000 (610)  | 120   | -            | 2011년 7월 21일에 제안되어 2013년 7월 18일에 승인되었다. 2014년 12월에 취소되었다.         |
| 월도프-아스토리아 호텔 앤 레지던스 타워  | 1,358 (414)  | 111   | -            | 2009년에 제안되어 2012년에 취소되었다.                                                     |
| 만다린 오리엔탈, 시카고                  | 928 (283)    | 74    | -            | 2009년에 취소되었다.                                                                       |

* 대시 (—)가 있는 테이블 항목은 예상되는 마천루 높이, 층 수 또는 완공 날짜에 관한 정보가 아직 공개되지 않았음을 나타낸다.

## 역대 최고층 건물
이것은 한 때 시카고에서 가장 높은 건물의 제목을 지은 건물 목록이다. 칭호를 딴 모든 건물 중에서 윌리스 타워 만이 세계에서 가장 높은 건물이라는 칭호를 가지고 있다.
| 이름                              | 가장 긴 연도 | 높이 ft (m) | 층수 | 비고    |
| --------------------------------- | ------------ | ----------- | ---- | ------- |
| 퍼스트 홀리네임 성당[A]           | 1854–1869    | 245 (75)    | 1    | [ 201 ] |
| 세인트 미카엘 교회                | 1869–1885    | 290 (88)    | 1    | [ 202 ] |
| 시카고 보드 오브 트레이드 빌딩[B] | 1885–1895    | 322 (98)    | 10   | [ 203 ] |
| 메소닉 템플 빌딩                  | 1895–1899[C] | 302 (92)    | 21   | [ 204 ] |
| 몽고메리 와드 빌딩[D]             | 1899–1922    | 394 (120)   | 22   | [ 205 ] |
| 리글리 빌딩                       | 1922–1924    | 438 (134)   | 30   | [ 206 ] |
| 시카고 템플 빌딩                  | 1924–1930    | 568 (173)   | 23   | [ 129 ] |
| 시카고 보드 오브 트레이드 빌딩    | 1930–1965    | 605 (184)   | 44   | [ 96 ]  |
| 리처드 J. 데일리 센터             | 1965–1969    | 648 (198)   | 32   | [ 71 ]  |
| 존 핸콕 센터                      | 1969–1973    | 1,127 (344) | 100  | [ 17 ]  |
| Aon 센터                          | 1973–1974    | 1,136 (346) | 83   | [ 15 ]  |
| 윌리스 타워                       | 1974–현재    | 1,451 (442) | 108  | [ 3 ]   |

## 같이 보기
- 시카고의 건축
- 시카고의 랜드마크 목록
- 마천루가 가장 많은 도시 목록
- 미국의 마천루 목록

## 비고
A. ^  이 건물은 1871년에 시카고 대화재에 의해 파괴되었고, 1875년에 같은 이름의 현재 대성당으로 대체되었다.
B. ^  이 건물의 시계탑은 1895년에 없어졌으며 도시에서 가장 짧은 건물이 될 수 있었다.
C. ^  1892년에 세워진 프리메이슨 템플은 3년 후 무역위원회가 시계탑을 제거한 시카고에서 가장 높은 건물이 되었다.
D. ^  이 건물은 현재 피라미드 상단과 조각을 제거한 다음 높이가 282 피트 (86 m) 높이다.